# Lyle Rains
Lyle Rains (...) è un informatico e autore di videogiochi statunitense.

## Biografia
Lyle Rains è stato un dipendente di Atari che ha partecipato con diversi ruoli, principalmente come produttore esecutivo, alla realizzazione di diversi videogiochi della società, il più famoso dei quali è senz'altro Asteroids, a cui ha legato il suo nome insieme a quello di Ed Logg.

## Citazioni
- Immagino che il modo in cui lo descrivo è dato dal fatto che io sono il padre di Asteroids. Ed Logg è la madre di Asteroids, perché egli ha dovuto conviverci per nove mesi e consegnare un prodotto finito. Tutto quello che io dovetti fare fu fornire un seme.[1]

## Videogiochi
- Tank (1974)
- Jet Fighter (1975)
- Steeplechase (1975)
- Sprint 2 (1976) -
- Sprint 4 (1977)
- Atari Football (1978)
- Sky Raider (1978) - game designer
- Asteroids (1979)
- Hard Drivin' (1988)
- Race Drivin' (1990)
- Space Lords (1992)